# Samaje Perine
(en) Statistiques sur pro-football-reference
Samaje Perine, né le 16 septembre 1995 à Jackson en Alabama, est un sportif professionnel américain de football américain jouant au poste de running back dans la National Football League (NFL) depuis la saison 2017, et pour la franchise des Bengals de Cincinnati depuis 2025.
Après avoir joué au niveau universitaire pour les Sooners de l'université de l'Oklahoma pendant trois saisons dans la NCAA Division I FBS, il est sélectionné lors du quatrième tour de la draft 2017 de la NFL par la franchise des Redskins de Washington où il reste deux saisons. Il signe ensuite chez les Bengals de Cincinnati (2019), chez les Dolphins de Miami (2019), chez les Bengals de Cincinnati (2020-2022) et les Broncos de Denver (2023 et les Chiefs de Kansas City (2024), avant de rejoindre les Bengals dès 2025.

## Biographie

### Carrière universitaire
Au niveau universitaire, il a joué pendant trois saisons pour l'équipe des Sooners de l'Université de l'Oklahoma évoluant en NCAA Division I FBS. Lors de sa première saison en 2014, il se fait remarquer en gagnant 427 yards en 34 courses et en inscrivant 6 touchdowns lors d'un match contre les Jayhawks du Kansas, dépassant ainsi le précédent record FBS de Melvin Gordon.

### Carrière professionnelle
Il est sélectionné en 114e choix global lors du quatrième tour de la draft 2017 de la NFL par les Redskins de Washington. Il est le septième running back sélectionné lors de cette draft,. 
Il est libéré le 31 août 2019 par les Redskins et est engagé le lendemain par les Bengals. Il sera incorporé à l'équipe d'entraînement (practice squad).
Le 24 décembre 2019, Perine est engagé par les Dolphins de Miami ùais est libéré le 26 avril 2020.
Le 28 avril 2020, les Bengals de Cincinnati l'engagent où il reste deux saisons.
Le 16 mars 2023, il signe un contrat de deux ans avec les Broncos de Denver.
Le 28 août 2024, Perrine signe un contrat d'un an pour 1,5 millions de dollars avec les Chiefs de Kansas City. Il affiche un bilan de 92 yards gagnés et un touchdown inscrit en 20 courses, ainsi que 322 yards et un autre touchdowns en 28 réceptions. Il participe au Super Bowl LIX perdu 22 à 40 contre les Eagles, où il effectue une course pour un gain de huit yards.
Libéré par les Chiefs, Perine signe le 11 mars 2025 avec les Bengals de Cincinnati un contrat de deux ans pour un montant de 3,8 millions de dollars.

## Statistiques

### Universitaires
| Année  | Équipe                | Statut | MJ |     | Courses | Courses | Courses | Courses |       | Passes réceptionnées | Passes réceptionnées | Passes réceptionnées | Passes réceptionnées |
| Année  | Équipe                | Statut | MJ | Nb. | Yards   | Moy.    | TD      | Nb.     | Yards | Moy.                 | TD                   |                      |                      |
| 2014   | Sooners de l'Oklahoma | Fr     | 13 | 263 | 1 713   | 6,5     | 21      | 15      | 108   | 07,2                 | 0                    |                      |                      |
| 2015   | Sooners de l'Oklahoma | So     | 13 | 226 | 1 349   | 6,0     | 16      | 15      | 107   | 07,1                 | 1                    |                      |                      |
| 2016   | Sooners de l'Oklahoma | Jr     | 10 | 196 | 1 060   | 5,4     | 12      | 10      | 106   | 10,6                 | 1                    |                      |                      |
| Totaux | Totaux                | Totaux | 36 | 685 | 4 122   | 6,0     | 49      | 40      | 321   | 08,0                 | 2                    |                      |                      |

### Professionnelles
| Année      | Équipe                 | MJ  |                | Courses        | Courses        | Courses        | Courses        |                | Passes réceptionnées | Passes réceptionnées | Passes réceptionnées | Passes réceptionnées |  | Fumbles | Fumbles |
| Année      | Équipe                 | MJ  | Nb.            | Yards          | Moy.           | TD             | Nb.            | Yards          | Moy.                 | TD                   | Nb.                  | Perdus               |  |         |         |
| 2017       | Redskins de Washington | 16  | 175            | 603            | 3,4            | 1              | 22             | 182            | 08,3                 | 1                    | 2                    | 2                    |  |         |         |
| 2018       | Redskins de Washington | 05  | 08             | 032            | 5,0            | 0              | 03             | 05             | 01,7                 | 0                    | 0                    | 0                    |  |         |         |
| 2019       | Bengals de Cincinnati  | 06  | -              | -              | -              | -              | -              | -              | -                    | -                    | -                    | -                    |  |         |         |
| 2019       | Dolphins de Miami      | 01  | 05             | 016            | 3,2            | 0              | -              | -              | -                    | -                    | 0                    | 0                    |  |         |         |
| 2020       | Bengals de Cincinnati  | 16  | 063            | 301            | 4,8            | 3              | 11             | 066            | 06,0                 | 0                    | 0                    | 0                    |  |         |         |
| 2021       | Bengals de Cincinnati  | 16  | 055            | 246            | 4,5            | 1              | 27             | 196            | 07,3                 | 1                    | 0                    | 0                    |  |         |         |
| 2022       | Bengals de Cincinnati  | 16  | 095            | 294            | 4,1            | 2              | 38             | 287            | 07,6                 | 4                    | 0                    | 0                    |  |         |         |
| 2022       | Broncos de Denver      | 17  | 050            | 231            | 4,5            | 1              | 50             | 455            | 09,2                 | 0                    | 3                    | 2                    |  |         |         |
| 2022       | Chiefs de Kansas City  | 17  | 020            | 092            | 4,6            | 1              | 28             | 322            | 11,5                 | 1                    | 0                    | 0                    |  |         |         |
| 2025       | Bengals de Cincinnati  | ?   | Saison à venir | Saison à venir | Saison à venir | Saison à venir | Saison à venir | Saison à venir | Saison à venir       | Saison à venir       | ?                    | ?                    |  |         |         |
| Totaux NFL | Totaux NFL             | 110 | 472            | 1 922          | 4,1            | 9              | 179            | 1 513          | 8,5                  | 7                    | 5                    | 4                    |  |         |         |

| Année      | Équipe                | MJ |     | Courses | Courses | Courses | Courses |       | Passes réceptionnées | Passes réceptionnées | Passes réceptionnées | Passes réceptionnées |  | Fumbles | Fumbles |
| Année      | Équipe                | MJ | Nb. | Yards   | Moy.    | TD      | Nb.     | Yards | Moy.                 | TD                   | Nb.                  | Perdus               |  |         |         |
| 2021       | Bengals de Cincinnati | 4  | 03  | 02      | 0,7     | 0       | 04      | 47    | 11,8                 | 1                    | 0                    | 0                    |  |         |         |
| 2022       | Bengals de Cincinnati | 3  | 14  | 58      | 4,1     | 1       | 08      | 35    | 04,4                 | 0                    | 0                    | 0                    |  |         |         |
| Totaux NFL | Totaux NFL            | 7  | 17  | 60      | 3,5     | 1       | 12      | 82    | 06,8                 | 1                    | 0                    | 0                    |  |         |         |